# Pècah
Segons la Bíblia, Pècah (en hebreu, פקח בן-רמליהו Pekah ben Remalyahu) va ser el divuitè rei del Regne d'Israel després de la seva divisió, durant 20 anys, tot i que la cronologia tradicional el situa entre 740-732 a.n.e. En canvi, la cronologia bíblica el situa entre 778-758 a.n.e.
Pècah era pròxim al rei Pecahià, però el va matar i va usurpar el tron. Poc després, va firmar una aliança amb Ressín de Síria. Tots dos van envair Judà amb intenció de destronar el rei Acaz. Si bé no van aconseguir prendre Jerusalem, Judá va patir grans pèrdues. En un dia, Pècah va matar 120.000 homes valents de Judà. A més, el seu exèrcit va prendre 200.000 captius. No obstant això, per consell de profeta Oded, amb el suport de diversos homes principals de la tribu d'Efraïm, es van retornar aquests captius a Judà.
Després d'això, Acaz va subornar el rei assiri Tiglat-Pileser III perquè acudís a ajudar-lo. Com a resposta, el monarca assiri va capturar Damasc i va donar mort a Ressín. Sembla que en aquesta ocasió també va prendre les regions de Galaad, Galilea i de la tribu de Neftalí i diverses ciutats del nord d'Israel. Més tard, Oixea, fill d'Elah, va matar a Pècah, i es va convertir en el següent rei d'Israel.